# Автол
Авто́л (рос. автол, англ. motor oil, нім. Autol) — мастило для автомобільних і тракторних двигунів (продукт переробки нафти).
Тягуча, густа темно-бура рідина. Не розчиняється у воді. Добре розчиняється в бензині, гасі і дизельному паливі. Змішується з жирами і маслами. Володіє антикорозійними властивостями. Температура застигання — до -35 … -40 ° С.
Загальна назва ряду марок моторних масел сірчанокислотного очищення, що випускалися в СРСР в 1920-х — 1960-х роках і що використовувалися для змазування нефорсованих автомобільних і тракторних двигунів внутрішнього згоряння з іскровим запалюванням (карбюраторних). Зважаючи на широку поширеність автолу, в широкому сенсі це слово могло використовуватися і в якості родової назви всіх автомобільних моторних масел.
Представляли собою дистиляти нафтових масел (зимові автоли) або суміш дистилятів і залишкових масел (літні автоли) з кінематичною в'язкістю від 25 до 120 мм² / с. Вироблялися кислотним або кислотно-контактним очищенням, переважно з бакинських і сірчистих східних нафт, при необхідності — з депарафінізацією сировини.